# Hannibal von Degenfeld

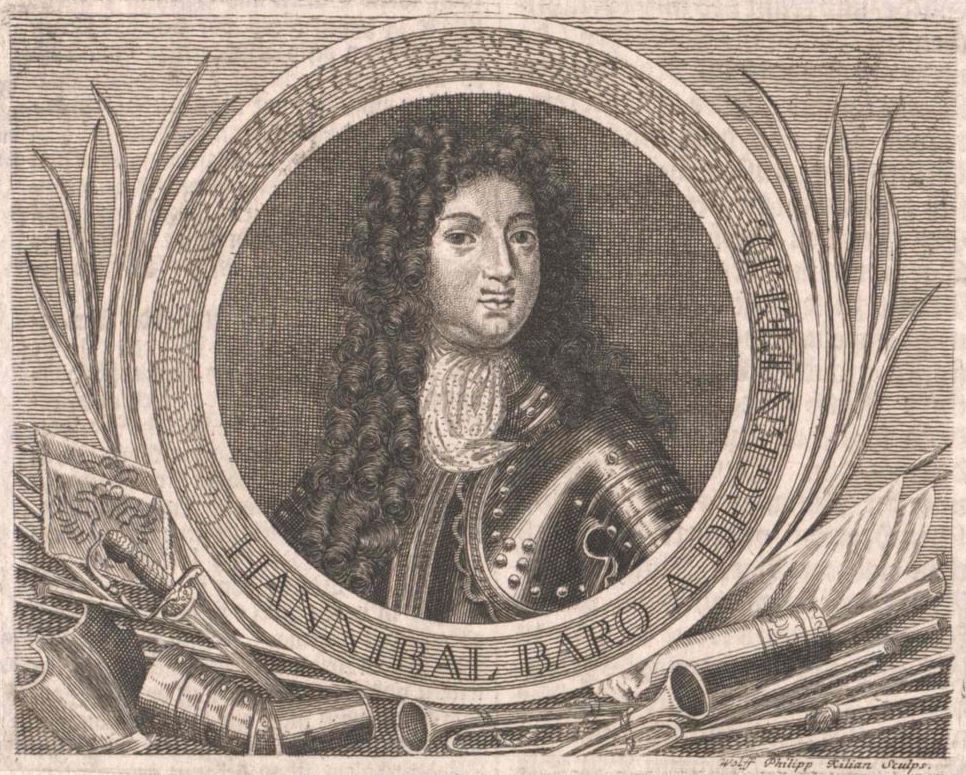
Hannibal von Degenfeld

Hannibal Freiherr von Degenfeld (* 1648; † 12. Oktober 1691 in Nauplia) war ein Heerführer in venezianischen Diensten.

## Leben
Hannibal von Degenfeld war der jüngste Sohn des bekannten Feldherrn Christoph Martin von Degenfeld und der Bruder der Raugräfin Marie Luise. Er wurde Soldat wie sein Vater und seine Brüder und erhielt seine erste militärische Ausbildung im kleinen Heer des Kurfürsten Johann Georg III. von Sachsen, das damals im Ruf besonderer Kriegstüchtigkeit stand. Von 1674 bis 1677 war er Oberst und Befehlshaber eines Fußregiments.
Wie es zur damaligen Zeit üblich war, wechselten die höheren Befehlshaber je nach den Umständen ihre Herren, je nach schnellerer Beförderung oder Gelegenheit zur Auszeichnung. So verließ auch Hannibal von Degenfeld die kursächsische Armee und trat in die Dienste des Kurfürsten von Bayern, der ihn 1682 zum Feldmarschallleutnant und Präsidenten des Hofkriegsrats ernannte.
Im folgenden Jahr befehligte er unter dem jugendlichen Max Emanuel die 12.000 Mann Hilfstruppen gegen die Osmanen und zeichnete sich beim Entsatz von Wien in hohem Grade aus. Nachdem mit der Einnahme von Gran der Feldzug beendet war und die bayrischen Truppen nach Hause zogen, folgte Degenfeld einer Aufforderung der Republik Venedig, in deren Dienst schon sein Vater gestanden hatte, und übernahm das Kommando der für den beabsichtigten Feldzug gegen die Osmanen auf dem Peloponnes bestimmten Landungstruppen. Über ihm stand der spätere Doge Morosini als Generalkapitän und Befehlshaber der Streitkräfte zu Wasser und zu Land.
Im Jahr 1685 traf Degenfeld auf dem Peloponnes (historisch: Morea) ein, eroberte nach 49-tägiger Belagerung die Hafenstadt Koron und schlug darauf mit seinem aus 8.000 Mann zumeist deutschen, vor allem sächsischen Hilfstruppen bestehenden Heer die osmanische Armee unter dem Kapudan Pascha bei Kalamata dermaßen aufs Haupt, dass sie für dieses Jahr die Feindseligkeiten einstellte.
Wegen fortwährender Zerwürfnisse mit Morosini nahm Degenfeld im folgenden Jahr seinen Abschied. An seine Stelle trat Otto Wilhelm Graf von Königsmarck. Als jedoch Morosini Doge von Venedig geworden war und dessen Nachfolger Cornaro wie auch von Königsmarck an der Pest gestorben waren, und der französische Nachfolger Gadagne sich der Aufgabe nicht gewachsen zeigte, erinnerte man sich wieder an von Degenfeld und ernannte ihn 1691 zum Generalkapitän gegen die Osmanen.
Am 3. August verließ er mit neuen Truppen Venedig und traf am 4. September in Nauplia ein. Doch schon am 12. Oktober 1691 fiel auch er dem Fieber zum Opfer. Die Bestürzung über seinen Tod soll in Venedig so groß gewesen sein, dass man sich gerne unter einigermaßen annehmbaren Bedingungen zum Frieden entschlossen hätte.

## Familie
Er war (19/1 1678) mit Anna Marie von Reche geb. von Gersdorf verheiratet. Das Paar hatte eine Tochter Maria Antonia, die einen Freiherr (siehe unter «Literatur»: Österreiches Staatsarchiv) Johann Wilhelm von Hacke heiratete.